# Lychniothyrsus
Lychniothyrsus es un género de plantas con flores perteneciente a la familia Acanthaceae. El género tiene cinco especies de hierbas, naturales de México y Centroamérica.

## Especies
- Lychniothyrsus albus (Nees) Bremek.
- Lychniothyrsus hygrophilus (Mart.) Bremek.
- Lychniothyrsus mollis Lindau
- Lychniothyrsus ochroleucus  (Mart. ex Nees) Bremek.
- Lychniothyrsus tetragonus (Link) Bremek.